# Liste der Monuments historiques in Fabas (Haute-Garonne)
Die Liste der Monuments historiques in Fabas (Haute-Garonne) führt die Monuments historiques in der französischen Gemeinde Fabas auf.

## Liste der Bauwerke
| Bezeichnung      | Beschreibung | Standort | Kennzeichnung | Schutzstatus | Datum | Bild |
| ---------------- | ------------ | -------- | ------------- | ------------ | ----- | ---- |
| Kirche St-Pierre |              | (Lage)   | PA00094330    | Classé       | 1991  |      |

## Liste der Objekte

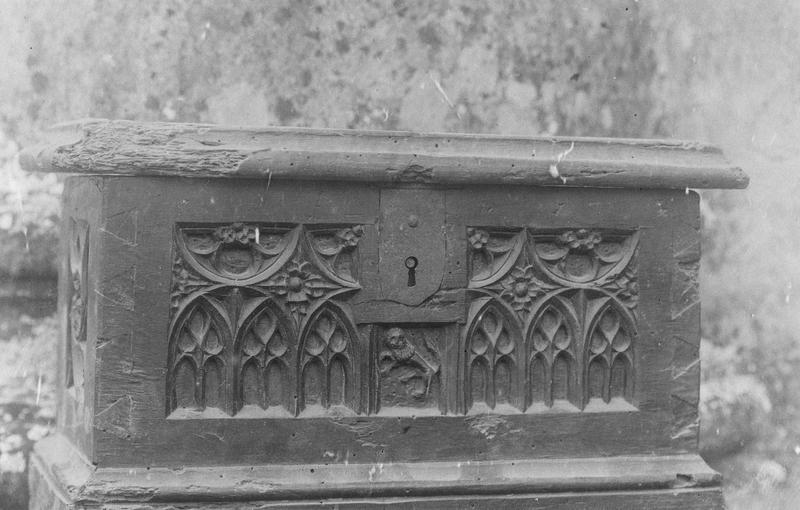
Koffer aus dem 15. Jahrhundert in der Kirche St-Pierre

- Monuments historiques (Objekte) in Fabas (Haute-Garonne) in der Base Palissy des französischen Kultusministeriums